# Cognocoli-Monticchi
Cognocoli-Monticchi település Franciaországban, Corse-du-Sud megyében. Lakosainak száma 174 fő (2022. január 1.). Cognocoli-Monticchi Albitreccia, Coti-Chiavari, Guargualé, Pietrosella, Pila-Canale, Serra-di-Ferro és Sollacaro községekkel határos.

## Népesség
A település népességének változása:
| Lakosok száma | 131  | 143  | 173  | 181  | 178  | 168  | 169  | 171  | 175  | 174  |
|               | 1968 | 1982 | 1990 | 2006 | 2011 | 2016 | 2017 | 2019 | 2020 | 2022 |